# Blankes Flat
Das Blanke Flat ist ein Naturschutzgebiet in den Gemarkungen Esperke und Vesbeck der Stadt Neustadt am Rübenberge (Niedersachsen). Es sollte nicht mit dem Naturschutzgebiet Blankes Flath bei Jeversen im Landkreis Celle verwechselt werden.

## Beschreibung
Das Schutzgebiet hat eine Größe von ca. 47,45 Hektar und enthält einen kleinen Heideweiher, der wohl aus einem abgeschnürten Altarm der Leine hervorgegangen ist. Für eine Heimatbundgruppe ist es Ziel, das Gebiet zu schützen und zu pflegen. Sie wird dabei von mehreren Vereinen und vom Lions Club Neustadt am Rübenberge unterstützt. Die Europäische Union (EU) hat das Blanke Flat als besonders schutzwürdig für Fauna, Flora und Habitat (FFH) erklärt. Für Naturfreunde ist das Gebiet ein lohnendes Ziel, es gibt Wanderwege und einen Ruheplatz nahe dem Moorsee.

### Landschaft
Früher gab es im Bereich des Naturschutzgebietes ein großes Wassergebiet. Neben dem Blanken Flat bestanden das Born Flat, das Schwarze Flat und das Mittel Flat. Diese Senken sind inzwischen vermoort und überwachsen. Im nördlichen Bereich wurde ein Deich zu den tieferliegenden Wiesen errichtet, was auf den damaligen Wasserreichtum hindeutete.
Charakteristisch für das Blanke Flat sind verschiedene Waldformationen ärmerer Standorte. Hier sind insbesondere Eichen-Mischwälder, Birken- und Kiefer-Bruchwald, sowie Pfeifengras-Birken und Kiefern-Moorwald kennzeichnend. Ferner befindet sich im Gebiet ein naturnahes, nährstoffarmes Kleingewässer, welches einer natürlichen Entwicklung unterlag. Die vorhandenen Talranddünen sind durch trockene Sandheidevegetation geprägt.
Die Landschaft um das Blanke Flat ist ein Heidekrautgebiet in der Geestlandschaft. Die einstigen Wälder wurden schon seit Jahrhunderten für den Schiffbau, die Holzfeuerung, später für den Bergbau und den Salinenbetrieb abgeholzt. Aber auch Brände und die konsequente Beweidung durch die Heidschnucke ließen diese Landschaft entstehen. Nachdem die Bäume der Kiefern-Monokulturen gefällt waren, wuchs wieder die Heide. Somit ist dieser Landstrich eine Kulturlandschaft.
Früher pflegten Heidschnucken die Heide, allein in Warmeloh wurden über 500 Tiere gehalten. Früher waren die Schafstrappen auf der Düne noch erkennbar. Ähnlich wie im Gebirge weideten die Schnucken parallel zur Düne die Heide ab. Die Haltung einer Herde Texelschafe misslang, weil die Tiere lediglich die Blätter von den Birken und Büschen abzupften. Auch im Blanken Flat wurde Torf gestochen, davon zeugen die Torfkuhlen. Der Torf wurde getrocknet und als Heizmaterial verwendet.

### Flora und Fauna
Als das Blanke Flat unter Naturschutz gestellt wurde, wuchsen dort Moosbeere, Sonnentau, Glockenheide, Magerrasen, Gagelstrauch (Porst), Seggen, Seerosen, Pfeifengras, Wollgras, Johanniskraut, Sumpfschneide, Vielstielige Simse, Schlammsimse. In der Nähe des Flats gibt es, als Naturdenkmal beschildert, eine größere Fläche mit Gagelbuschbewuchs.
Im Uferbereich findet sich der Moorfrosch. Fische kommen nicht vor, da das Wasser zu sauer ist. Auf und im Moorwasser leben Wasserspinnen, Libellen und Gelbrandkäfer. Im Heidekraut leben in größerer Anzahl Waldeidechsen.
Im Blanken Flat leben Wildtiere, wie Rehwild, Dachs, Fuchs, Waldschnepfen und Enten. Anfang des vorigen Jahrhunderts war die Gegend um das Flat ein ergiebiger Jagdgrund für Enten- und Schnepfenjäger.

## Name
Der Namensbestandteil „blank“ bedeutet glänzend. Blank deutet auf den glänzenden Wasserspiegel hin, wie man ihn von der Düne früher erlebt hat. Im Wörterbuch der niederdeutschen Sprache steht das Beispiel „De Wischen wörn all heel blank“, die Wiesen waren mit Wasser bedeckt, so dass sie eine spiegelblanke Fläche zeigten. Die Bedeutung von Flat ist unklar. Das Fleet ist in Niedersachsen die lange Diele im Bauernhaus. Es wird auch von Flott auf der Milch gesprochen. Ebenso kann das Wort Flat von Fleet, Flatschen, Fetzen, Flott oder Fleck abgeleitet sein.

## Geschichte
1930 wurde das Blanke Flat als Hochmoor zwischen den Urstromtälern der Aller und Leine zum Naturschutzgebiet erklärt, wofür sich der Biologe Reinhold Tüxen eingesetzt hatte. Damit handelt es sich um eines der ältesten Naturschutzgebiete in Niedersachsen. 1971 kam es in die „öffentliche Hand“.
Das Blanke Flat wurde von den Bewohnern der Gegend früher genutzt. Dort wurden Moosbeeren gesammelt und  auf dem Wochenmarkt verkauft. Die Jugend lernte im Moorsee schwimmen und im Winter auf der windgeschützten Eisdecke Schlittschuh laufen. Bis Ende der 1960er Jahre benutzten Wanderer den Deich als Badedüne.

### Feriendorf-Projekt und Heimatbund
Anfang der 1970er Jahre war der Erhalt des Naturschutzgebietes gefährdet, da in 500 Meter Entfernung ein Feriendorf mit 400 Wohneinheiten für 1500 Menschen geplant war. Daraufhin gründete eine Bewohnerin aus Esperke auf Anraten der Geschäftsstelle des Heimatbundes Niedersachsen 1971 mit 25 Mitgliedern die „Heimatbundgruppe Esperke/Warmeloh, Untere Leine“. Auch die Bezirksregierung Hannover und die Naturschutzbehörde hatte Einwände gegen den Bau der Feriensiedlung. 1973 nahm der Großraum Hannover die Planung zurück, weil der Regierungspräsident das benachbarte Naturschutzgebiet „Blankes Flat“ als gefährdet sah. Auch war der Initiator in finanzielle Schwierigkeiten geraten und hatte das Projekt aufgegeben. Danach sahen sich die Angehörigen des Heimatbundes in der Pflicht, das Naturschutzgebiet zu pflegen. Seitdem verrichten sie jährliche Arbeitseinsätze. Dies erfolgt mit Schafen und durch Entkusselung. Seit 1990 helfen die Mitglieder des Lions Club Neustadt bei der Pflege.

## Pflegearbeiten

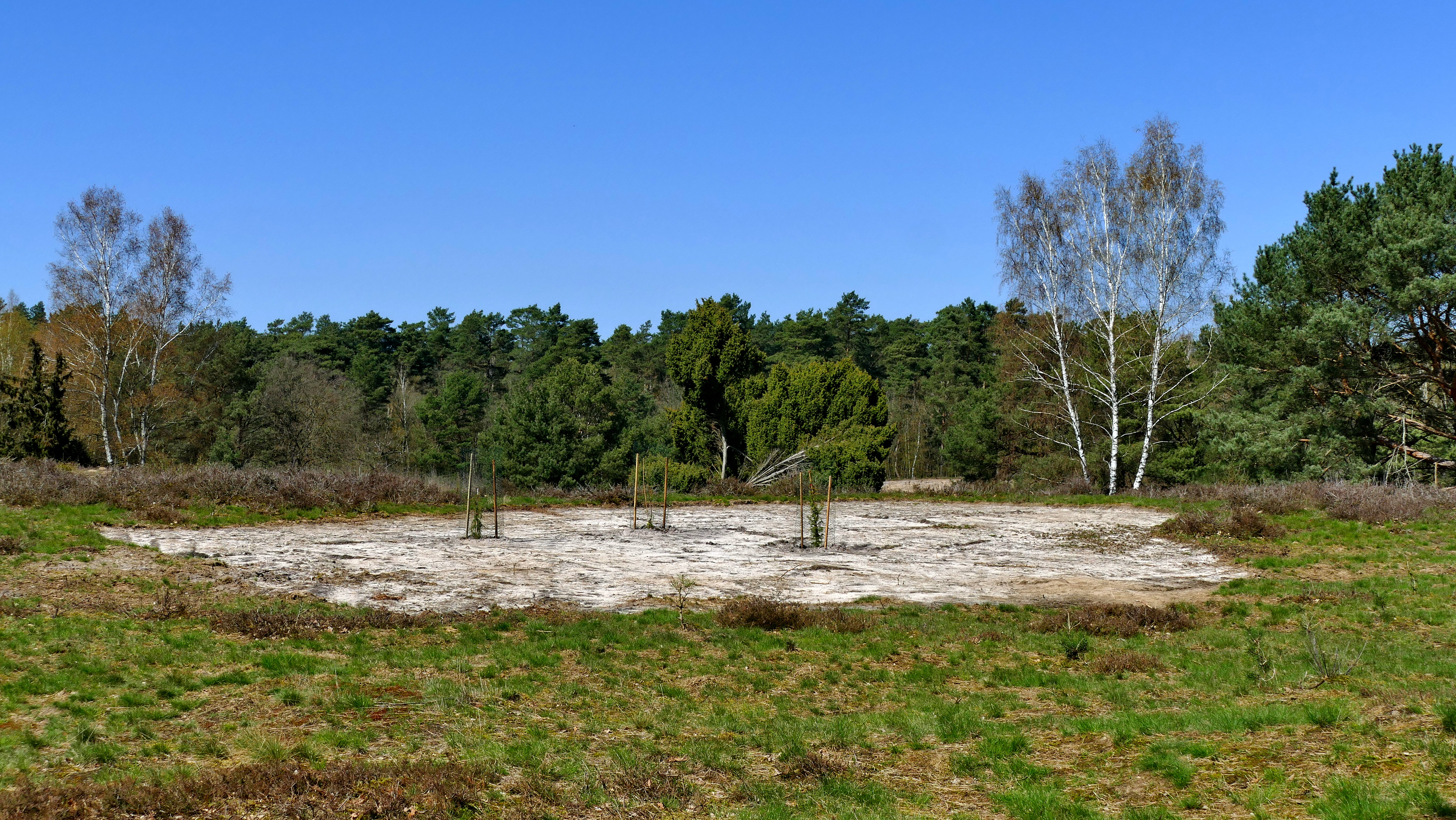
Eine der Flächen mit abgetragenem Oberboden und neu angepflanztem Wacholder

Im Zuge des EU-geförderten LIFE-Projekts „Atlantische Sandlandschaften“ nimmt der Niedersächsische Landesbetrieb für Wasserwirtschaft, Küsten- und Naturschutz (NLWKN) im Anschluss an Anfang 2020 durchgeführter Gehölzarbeiten Ende desselben Jahres in einigen Bereichen des Naturschutzgebietes einen Abtrag des Oberbodens vor. Ziel sei es, schwere Maschinen hierfür einzusetzen, „um ökologisch vielfältige Lebensräume zu erhalten, zu erweitern oder sogar neu zu schaffen“. Deshalb werde „in bestimmten Bereichen die gesamte Vegetation, die Rohhumusauflage und die oberste Bodenschicht abgeschoben (‚Plaggen‘), um die angereicherten Nährstoffe zu entfernen“.

## Rezeption
Maria Draheim, Gründerin der „Heimatbundgruppe Esperke/Warmeloh, Untere Leine“, schrieb zum Blanken Flat folgendes Gedicht:
Noch immer grüßt der See mit weißen Rosen, das Moor ziert seinen Rand, Wacholder steht am Waldessaum, und Heide deckt das Land.